# کائوما
کائوما (به انگلیسی: Kaoma) گروه موسیقی فرانسوی-برزیلی است.